# Henning Pawel
Hans Henning Pawel (geboren 14. Juli 1944 in Bernheide; gestorben 4. Januar 2022 in Erfurt) war ein deutscher Kinderbuchautor und Schriftsteller. Er war seit 1977 inoffizieller Mitarbeiter der DDR-Staatssicherheit.

## Leben und schriftstellerische Erfolge
Pawel wuchs als Kind deutsch-jüdischer Eltern in Thüringen auf. Nach einer Ausbildung als Repro-Fotograf arbeitete er als Fahrer und studierte anschließend Jura und Kulturwissenschaften. Von 1974 bis 1982 war er als Stadtbezirksrat für Kultur in Erfurt und als Journalist tätig.
Seit 1983 schrieb er als freier Autor Hörspiele, Texte für Kabarett und Volksfeste sowie Kindertheaterstücke. Von 1990 bis 1993 war Pawel Vorsitzender des Thüringer Schriftstellerverbandes und der Literarischen Gesellschaft Thüringens.
In gedruckter Form erschienen seine Geschichten erst ab 1991 nach der Deutschen Wiedervereinigung, zunächst der satirische Roman Eine Bande irrer Freunde und 1992 das Kinderbuch Joschkas Hund. Für Joschkas Hund erhielt Pawel 1991 den Oldenburger Kinder- und Jugendbuchpreis; für Verbotener Sommer 2001 den Friedrich-Gerstäcker-Preis der Stadt Braunschweig. Zeitgleich hiermit wurde seine Stasi-Mitarbeit bekannt. Daraufhin verzichtete er auf die Annahme der Auszeichnung.

## Inoffizieller Mitarbeiter der DDR-Staatssicherheit
Laut Unterlagen des Ministeriums für Staatssicherheit der DDR war Pawel seit 1977 unter dem Decknamen IM Oertel inoffizieller Mitarbeiter. Pawel selbst leugnete dies zunächst, später räumte er ein, in den 1970er-Jahren als Oertel tätig gewesen zu sein. Auf seiner Website gibt er an, er habe sich dem Ministerium für Staatssicherheit (MfS) gegenüber stets unkooperativ verhalten und habe niemanden verraten. Henning Pawel wurde selbst seit 1965 von der Stasi observiert.
Im Frühjahr 2014 wurden neue Vorwürfe gegen Pawel bekannt: Der Fluchthelfer Karl-Heinz Debach aus Nürtingen wurde 1976 in der DDR verhaftet und zu vier Jahren Gefängnis verurteilt, entscheidenden Anteil daran hatte Pawel.

## Werke (Auswahl)
- Eine Bande irrer Freunde, 1991
- Joschkas Hund. Mit Illustrationen von Volker Pfüller, 1991
- Wie ich Großvater einschloss, um die deutsche Einheit zu retten. Die Enkel packen aus, 1991
- Schapiro und Co. Jüdische Geschichten für die Enkel der Großväter, 1992
- Jonny ist da!, 1992
- Pawels Kolumne. Unfrisierte Gedanken zum Zeitgeschehen, 1994
- Heiligabend im Himmel, 1998
- Das Geheimnis der Satanseiche. Ein Gruselkrimi, 1999
- Verbotener Sommer, 1999
- Pfau, Schwein, Ziege, Hund. Dicke Freundschaft macht gesund, 2000
- Hundegeschichten, 2000
- Gut, dass es Saly gibt!, 2001
- Saly und das Geheimnis der schwarzfahrenden Katze, 2002
- Zwei Romeos für Julia, 2004
- Miriam Sternenkind, eine Geschichte von Liebe und Leid, 2005

## Hörspiele
- 1982: Bedingt diensttauglich – Regie: Edith Schorn (Kurzhörspiel – Rundfunk der DDR)
- 1982: Ein verschenkter Sieg – Regie: Edith Schorn (Kurzhörspiel, Rundfunk der DDR)